# Ropica didyma
Ropica didyma là một loài bọ cánh cứng trong họ Cerambycidae.